# 横塚古墳
横塚古墳（よこつかこふん）は、栃木県下野市下古山にあった古墳。形状は前方後円墳。しもつけ古墳群（うち石橋・薬師寺地域）を構成した古墳のひとつ。現在では墳丘は失われている。

## 概要
| 古墳名           | 形状         | 規模      | 築造時期 | 史跡指定 |
| ---------------- | ------------ | --------- | -------- | -------- |
| 横塚古墳         | 前方後円墳   | 墳丘長52m | 6c後半   | （消滅） |
| 御鷲山古墳       | 前方後円墳   | 墳丘長83m | 6c後半   | なし     |
| 下石橋愛宕塚古墳 | 帆立貝形古墳 | 墳丘長84m | 6c末     | （消滅） |
| 多功大塚山古墳   | 方墳         | 一辺54m   | 7c中     | 町史跡   |

栃木県南部、姿川左岸の台地縁辺に築造された古墳である。かつては周辺に多くの古墳が存在したというが、現在は数基のみが遺存する。本古墳もかつて旧下野市立石橋中学校校庭に存在したが、現在では失われている。
墳形は前方後円形で、前方部を西方向に向ける。墳丘外表では円筒埴輪列（朝顔形埴輪含む）・形象埴輪（人物・靫形・大刀形・弓形・馬形埴輪など）が検出されている。また墳丘周囲には幅約10 - 17mの周溝が巡らされ、周溝を含めた古墳全体としては70mに及ぶ。
埋葬施設は前方部のくびれ部寄りにおける横穴式石室で、南方向に開口する。石室全長は約11mを測り、玄室・前室・羨道から構成される大型の複室構造の石室である。石室の奥壁・天井石には凝灰岩（大谷石）が使用され、側壁は川原石の小口積みによって構築される。
石室内からは副葬品として、装身具（金環・銀環・銅環・金銅製刀装具）、武器武具（直刀・刀子・鉄鏃・挂甲小札）、馬具（鞍の磯金具・雲珠）、須恵器（高坏・甕）などが出土している。
築造時期は古墳時代後期の6世紀後半頃と推定される。
石室内からの出土品は東京国立博物館に送られ、現地では石室奥壁とされる石材のみが遺存する。

## 遺跡歴
- 明治期、発掘。横穴式石室の確認[2]。
- 1908年（明治41年）、石室内出土品を帝室博物館（現在の東京国立博物館）に寄贈[2]。
- 1953年（昭和28年）、旧下野市立石橋中学校の校庭拡張に伴う発掘調査[2]。
- 1957年（昭和32年）、整地工事により消滅[2]。

## 墳丘
墳丘の規模は次の通り。
- 墳丘長：約52メートル
- 後円部
  - 直径：約32メートル
  - 高さ：約5.4メートル
- 前方部
  - 幅：約37メートル
  - 高さ：約4.5メートル

## 関連施設
- しもつけ風土記の丘資料館（下野市国分寺） - 横塚古墳の出土品等を保管・展示。

### 関連文献
記事執筆に使用していない関連文献
- 「横塚古墳」『石橋町史 第1巻 史料編 上』石橋町、1984年。